# Новотроицкий (Мордовия)
Новотроицкий — поселок в составе Красномайского сельского поселения в Кочкуровском районе республики Мордовия.

## География
Находится у реки Умыс на расстоянии примерно 10 километров по прямой на юг-юго-запад от районного центра села Кочкурово.

## История
Поселок возник в 1924 году переселенцами из села Старые Турдаки. В 1931 году в нём было учтено 15 дворов.

## Население
Постоянное население составляло 23 человека (мордва-эрзя 70 %) в 2002 году, 18 в 2010 году.